# Palmarès dell'Hockey Club Amatori Vercelli

La rosa dell'Amatori Vercelli artefice del treble nella stagione 1982-83, con la vittoria dello scudetto, della Coppa Italia e della Coppa CERS.

L'Hockey Club Amatori Vercelli nella sua storia si è aggiudicato tre scudetti (1982-1983, 1983-1984, 1985-1986) e una Coppa Italia; a livello internazionale ha conquistato due Coppe CERS (1982-1983, 1987-1988). Nella stagione 1997-1998 ha disputato la sua unica finale di Champions League.

## Competizioni ufficiali
10 trofei

### Competizioni nazionali
4 trofei
- Campionato italiano: 3

1982-1983, 1983-1984, 1985-1986
- Coppa Italia: 1

1982-1983

### Competizioni internazionali
2 trofei
- Coppa CERS/WSE: 2

1982-1983, 1987-1988

### Altre competizioni
4 trofei
- Campionato italiano di serie B/A2: 4

1980-1981, 1991-1992, 2001-2002, 2010-2011

## Altri piazzamenti

### Competizioni nazionali
- Campionato italiano:

2º posto/finale play-off scudetto: 1981-1982, 1986-1987, 1996-1997, 1997-1998, 1998-1999
3º posto/semifinale play-off scudetto: 1987-1988, 1994-1995, 1995-1996
- Coppa Italia:

Finale: 1983-1984, 1999-2000

### Competizioni internazionali
- Coppa dei Campioni/Champions League/Eurolega

Finale: 1997-1998
Semifinale: 1986-1987
- Coppa CERS/WSE

Semifinale: 1988-1989